# 懷托摩區

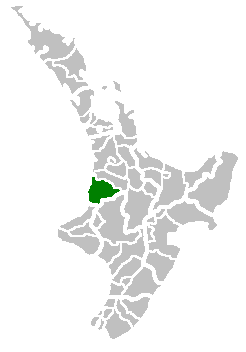

懷托摩區（英語：Waitomo District）是紐西蘭懷卡托大區的一个區，位于紐西蘭北島中部。據2015年估計，懷托摩區有人口9,530人。懷托摩區是一個農業地區。主要產業是奶牛養殖等產業。懷托摩區的主要旅遊景點是懷托摩螢火蟲洞。